# Popis nagrada i nominacija Obitelji Soprano
Popis nagrada i nominacija Obitelji Soprano, američke televizijske serije autora Davida Chasea koja se od 10. siječnja 1999. do 10. lipnja 2007. emitirala na HBO-u.

## Emmyji

### 1999.
Pobjede
- Najbolja glumica - dramska serija (Edie Falco)
- Najbolja montaža (za "Pilot")
- Najbolji casting - serija
- Najbolji scenarij - dramska serija (David Chase i James Manos, Jr. za epizodu "College")

Nominacije
- Najbolja glumica - dramska serija (Lorraine Bracco)
- Najbolja montaža zvuka - serija (za epizodu "I Dream of Jeannie Cusamano")
- Najbolja režija - dramska serija (David Chase za "Pilot")
- Najbolja scenografija - serija (za epizodu "Pilot")
- Najbolja serija - drama
- Najbolja sporedna glumica - dramska serija (Nancy Marchand za ulogu "Livije Soprano")
- Najbolje miksanje zvuka - dramska serija (za epizodu "A Hit Is a Hit")
- Najbolji glumac - dramska serija (James Gandolfini)
- Najbolji gostujući glumac - dramska serija (John Heard za ulogu Detektiva Vina Makaziana u epizodi "Nobody Knows Anything")
- Najbolji scenarij - dramska serija (David Chase za "Pilot")
- Najbolji scenarij - dramska serija (Frank Renzulli za epizodu "Nobody Knows Anything")
- Najbolji scenarij - dramska serija (Mitchell Burgess i Robin Green za epizodu "Isabella")

### 2000.
Pobjeda
- Najbolji glumac - dramska serija (James Gandolfini)

Nominacije
- Najbolja fotografija (za epizodu "D-Girl")
- Najbolja glumica - dramska serija (Edie Falco)
- Najbolja glumica - dramska serija (Lorraine Bracco)
- Najbolja kostimografija - serija (za epizodu "Commendatori")
- Najbolja montaža - serija (za epizodu "Funhouse")
- Najbolja montaža - serija (za epizodu "The Knight in White Satin Armor")
- Najbolja režija - dramska serija (Allen Coulter za epizodu "The Knight in White Satin Armor")
- Najbolja režija - dramska serija (John Patterson za epizodu "Funhouse")
- Najbolja scenografija - serija (za epizodu "House Arrest")
- Najbolja serija - drama
- Najbolja sporedna glumica - dramska serija (Nancy Marchand)
- Najbolje miksanje zvuka - dramska serija (za epizodu "D-Girl")
- Najbolji casting - dramska serija
- Najbolji scenarij - dramska serija (David Chase i Todd A. Kessler za epizodu "Funhouse")
- Najbolji scenarij - dramska serija (Mitchell Burgess i Robin Green za epizodu "The Knight in White Satin Armor")
- Najbolji sporedni glumac - dramska serija (Dominic Chianese za ulogu Corrada 'Juniora' Soprana)
- Najbolji styling frizura - serija (za epizodu "Full Leather Jacket")

### 2001.
Pobjede
- Najbolja glumica - dramska serija (Edie Falco)
- Najbolja šminka - serija (za epizodu "Employee of the Month")
- Najbolji glumac - dramska serija (James Gandolfini)
- Najbolji scenarij - dramska serija (Mitchell Burgess i Robin Green za epizodu "Employee of the Month")

Nominacije
- Najbolja glumica - dramska serija (Lorraine Bracco)
- Najbolja gostujuća glumica - dramska serija (Annabella Sciorra za ulogu Glorie Trillo)
- Najbolja kostimografija - serija (za epizodu "Proshai, Livushka")
- Najbolja montaža - serija (za epizodu "Employee of the Month")
- Najbolja montaža - serija (za epizodu "Pine Barrens")
- Najbolja režija - dramska serija (Allen Coulter za epizodu "University")
- Najbolja režija - dramska serija (Steve Buscemi za epizodu "Pine Barrens")
- Najbolja režija - dramska serija (Timothy Van Patten za epizodu "Amour Fou")
- Najbolja serija - drama
- Najbolja scenografija - serija (za epizodu "Amour Fou")
- Najbolja sporedna glumica - dramska serija (Aida Turturro za ulogu Janice Soprano)
- Najbolje miksanje zvuka (za epizodu "Another Toothpick")
- Najbolji casting - dramska serija
- Najbolji scenarij - dramska serija (David Chase i Frank Renzulli za epizodu "Amour Fou")
- Najbolji scenarij - dramska serija (Lawrence Konner za epizodu "Second Opinion")
- Najbolji scenarij - dramska serija (Timothy Van Patten i Terence Winter za epizodu "Pine Barrens")
- Najbolji sporedni glumac - dramska serija (Dominic Chianese)
- Najbolji sporedni glumac - dramska serija (Michael Imperioli za ulogu Christophera Moltisantija)

### 2003.
Pobjede
- Najbolja glumica - dramska serija (Edie Falco)
- Najbolji glumac - dramska serija (James Gandolfini)
- Najbolji scenarij - dramska serija (Mitchell Burgess i Robin Green za epizodu "Whitecaps")
- Najbolji sporedni glumac - dramska serija (Joe Pantoliano za ulogu Ralpha Cifaretta)

Nominacije
- Najbolja montaža - serija (za epizodu "Whoever Did This")
- Najbolja serija - drama
- Najbolja režija - dramska serija (John Patterson za epizodu "Whitecaps")
- Najbolja režija - dramska serija (Timothy Van Patten za epizodu "Whoever Did This")
- Najbolje miksanje zvuka - serija (za epizodu "Whoever Did This")
- Najbolji casting - dramska serija
- Najbolji scenarij - dramska serija (Mitchell Burgess i Robin Green za epizodu "Whoever Did This")
- Najbolji scenarij - dramska serija (Terence Winter za epizodu "Eloise")
- Najbolji sporedni glumac - dramska serija (Michael Imperioli)

### 2004.
Pobjede
- Najbolja serija - drama
- Najbolja sporedna glumica - dramska serija (Drea de Matteo za ulogu Adriane La Cerve)
- Najbolji scenarij - dramska serija (Terence Winter za epizodu "Long Term Parking")
- Najbolji sporedni glumac - dramska serija (Michael Imperioli)

Nominacije
- Najbolja glumica - dramska serija (Edie Falco)
- Najbolja fotografija - serija (za epizodu "Irregular Around the Margins")
- Najbolja kostimografija - serija (za epizodu "Rat Pack")
- Najbolja montaža - dramska serija (za epizodu "All Happy Families")
- Najbolja montaža - dramska serija (za epizodu "Irregular Around the Margins")
- Najbolja montaža - dramska serija (za epizodu "Long Term Parking")
- Najbolja režija - dramska serija (Allen Coulter za epizodu "Irregular Around the Margins")
- Najbolja režija - dramska serija (Timothy Van Patten za epizodu "Long Term Parking")
- Najbolja scenografija - serija (za epizode "In Camelot"/"Cold Cuts"/"The Test Dream")
- Najbolje miksanje zvuka - serija (za epizodu "Irregular Around the Margins")
- Najbolji casting - dramska serija
- Najbolji glumac - dramska serija (James Gandolfini)
- Najbolji scenarij - dramska serija (Matthew Weiner i Terence Winter za epizodu "Unidentified Black Males")
- Najbolji scenarij - dramska serija (Michael Caleo za epizodu "Where's Johnny?")
- Najbolji scenarij - dramska serija (Mitchell Burgess i Robin Green za epizodu "Irregular Around the Margins")
- Najbolji sporedni glumac - dramska serija (Steve Buscemi za ulogu Tonyja Blundetta)

### 2006.
Pobjede
- Najbolji scenarij - dramska serija (Terence Winter za epizodu "Members Only")

Nominacije
- Najbolja fotografija - serija (za epizodu "The Ride")
- Najbolja kostimografija - serija (za epizodu "Mr. and Mrs. John Sacrimoni Request...")
- Najbolja režija - dramska serija (David Nutter za epizodu "Join the Club")
- Najbolja režija - dramska serija (Timothy Van Patten za epizodu "Members Only")
- Najbolja serija - drama
- Najbolji sporedni glumac - dramska serija (Michael Imperioli)

### 2007.
Pobjede
- Najbolja režija - dramska serija (Alan Taylor za epizodu "Kennedy and Heidi")
- Najbolja serija - drama
- Najbolji scenarij - dramska serija (David Chase za epizodu "Made in America")

Nominacije
- Najbolja fotografija - serija (za epizodu "Soprano Home Movies")
- Najbolja glumica - dramska serija (Edie Falco)
- Najbolja montaža - serija (za epizodu "The Second Coming")
- Najbolja montaža - serija (za epizodu "Soprano Home Movies")
- Najbolja sporedna glumica - dramska serija (Aida Turturro)
- Najbolja sporedna glumica - dramska serija (Lorraine Bracco)
- Najbolje miksanje zvuka - jednosatna humoristična ili dramska serija (za epizodu "Stage 5")
- Najbolji glumac - dramska serija (James Gandolfini)
- Najbolji gostujući glumac - dramska serija (Tim Daly za ulogu J.T. Dolana)
- Najbolji scenarij - dramska serija (David Chase i Matthew Weiner za epizodu "Kennedy and Heidi")
- Najbolji scenarij - dramska serija (Terence Winter za epizodu "The Second Coming")
- Najbolji sporedni glumac - dramska serija (Michael Imperioli)

## Zlatni globusi

### 1999.
Pobjede
- Najbolja glumica - dramska serija (Edie Falco)
- Najbolja serija - drama
- Najbolja sporedna glumica - (mini)serija ili TV film (Nancy Marchand)
- Najbolji glumac - dramska serija (James Gandolfini)

Nominacija
- Najbolja glumica - dramska serija (Lorraine Bracco)

### 2000.
Nominacije
- Najbolja glumica - dramska serija (Edie Falco)
- Najbolja glumica - dramska serija (Lorraine Bracco)
- Najbolja serija - drama
- Najbolji glumac - dramska serija (James Gandolfini)

### 2001.
Nominacije
- Najbolja glumica - dramska serija (Edie Falco)
- Najbolja glumica - dramska serija (Lorraine Bracco)
- Najbolja serija - drama
- Najbolji glumac - dramska serija (James Gandolfini)

### 2002.
Pobjeda
- Najbolja glumica - dramska serija (Edie Falco)

Nominacije
- Najbolja serija - drama
- Najbolji glumac - dramska serija (James Gandolfini)
- Najbolji sporedni glumac - (mini)serija ili TV film (Michael Imperioli)

### 2004.
Nominacije
- Najbolja glumica - dramska serija (Edie Falco)
- Najbolja serija - drama
- Najbolja sporedna glumica - (mini)serija ili TV film (Drea de Matteo)
- Najbolji sporedni glumac - (mini)serija ili TV film (Michael Imperioli)

### 2006.
Nominacija
- Najbolja glumica - dramska serija (Edie Falco)

### 2007.
Nominacija
- Najbolja glumica - dramska serija (Edie Falco)

## Ceh američkih glumaca

### 1999.
Pobjede
- Najbolja glumačka postava - dramska serija
- Najbolja glumica - dramska serija (Edie Falco)
- Najbolji glumac - dramska serija (James Gandolfini)

Nominacije
- Najbolja glumica - dramska serija (Lorraine Bracco)
- Najbolja glumica - dramska serija (Nancy Marchand)

### 2000.
Nominacije
- Najbolja glumačka postava - dramska serija
- Najbolja glumica - dramska serija (Edie Falco)
- Najbolji glumac - dramska serija (James Gandolfini)

### 2001.
Nominacije
- Najbolja glumačka postava - dramska serija
- Najbolja glumica - dramska serija (Lorraine Bracco)
- Najbolja glumica - dramska serija (Edie Falco)
- Najbolji glumac - dramska serija (James Gandolfini)

### 2002.
Pobjede
- Najbolja glumica - dramska serija (Edie Falco)
- Najbolji glumac - dramska serija (James Gandolfini)

Nominacija
- Najbolja glumica - dramska serija (Lorraine Bracco)

### 2004.
Nominacije
- Najbolja glumačka postava - dramska serija
- Najbolja glumica - dramska serija (Drea de Matteo)
- Najbolja glumica - dramska serija (Edie Falco)
- Najbolji glumac - dramska serija (James Gandolfini)

### 2006.
Nominacije
- Najbolja glumačka postava - dramska serija
- Najbolja glumica - dramska serija (Edie Falco)
- Najbolji glumac - dramska serija (James Gandolfini)

### 2007.
Pobjede
- Najbolja glumačka postava - dramska serija
- Najbolja glumica - dramska serija (Edie Falco)
- Najbolji glumac - dramska serija (James Gandolfini)

## Vanjske poveznice
- Popis nagrada Obitelji Soprano na IMDb-u